# Округ Твигс (Џорџија)
Твигс (енгл. Twiggs County) је округ у америчкој савезној држави Џорџија.

## Демографија
По попису из 2010. године број становника је 9.023, што је 1.567 (-14,8%) становника мање 2000. године.
| Група             | 2000.         | 2010.         |
| Белци             | 5.784 (54,6%) | 5.059 (56,1%) |
| Афроамериканци    | 4.623 (43,7%) | 3.724 (41,3%) |
| Азијати           | 12 (0,1%)     | 14 (0,2%)     |
| Хиспаноамериканци | 112 (1,1%)    | 124 (1,4%)    |
| Укупно            | 10.590        | 9.023         |